# Erik Hazelhoff Roelfzema

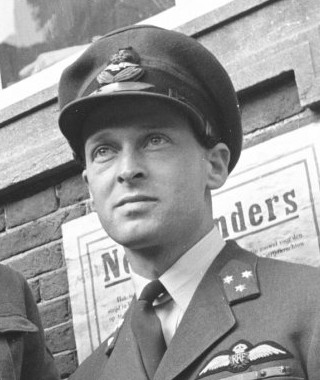
Erik Hazelhoff Roelfzema (1945)

Siebren Erik Hazelhoff Roelfzema (* 3. April 1917 in Surabaya; † 26. September 2007 in Āhualoa, Hawaii), genannt Soldaat van Oranje, war ein niederländischer Schriftsteller sowie Widerstandskämpfer und Kampfpilot der britischen Royal Air Force zur Zeit des Zweiten Weltkriegs. Er wurde vor allem bekannt durch seinen autobiografischen Roman Het hol van de ratelslang, in dem er seine Kriegserlebnisse verarbeitete und der später unter dem Titel Der Soldat von Oranien von Regisseur Paul Verhoeven verfilmt wurde.

## Leben

### Frühe Jahre
Erik Hazelhoff Roelfzema wurde 1917 als zweites Kind eines Verwalters von Kaffee- und Gummibaumplantagen auf der Insel Java geboren, die zur damaligen Zeit noch einen Teil der Kolonie Niederländisch-Indien ausmachte. In den 1930er-Jahren zog die Familie wieder zurück in die Niederlande, um den Kindern eine bessere Ausbildung bieten zu können. 1937 begann Hazelhoff Roelfzema ein Studium der Rechtswissenschaften an der Universität Leiden, wo er unter anderem auch der Studentenverbindung Minerva beitrat. Sein Studium unterbrach er häufig für diverse Auslandsaufenthalte, darunter eine Rundreise durch die Vereinigten Staaten und ein Einsatz als Korrespondent in Finnland, wo er in den Jahren 1939 und 1940 über den dort wütenden Winterkrieg berichtete. Diese Reisen verarbeitete er in der Folge zu seinen ersten beiden Büchern Rendezvous in San Francisco (1939) und Het smeulende vuur (1941, zu deutsch: „Das schwelende Feuer“), wobei ersteres ein Bestseller wurde. Seine Karriere als Schriftsteller wurde jedoch schon 1940 durch den Einmarsch der deutschen Wehrmacht in die Niederlande unterbrochen.

### Studienzeit und Flucht nach England
Fast unmittelbar nach der Kapitulation der Niederlande schloss sich Hazelhoff Roelfzema dem örtlichen Widerstand an. Mehrmals versuchte er in dieser Zeit per Boot als einer der sogenannten Engelandvaarders (zu deutsch „Englandfahrer“) über den Ärmelkanal nach England überzusetzen, was jedoch wiederholt fehlschlug. Im Februar 1941 brachte er auf eigene Kosten ein Flugblatt, das sogenannte Leids Manifest, in Umlauf, in dem er eine Reihe von Forderungen bezüglich des Umgangs der Besatzer mit der Universität Leiden stellte. Unter anderem forderte er das Verbot politischer Zeichen und Insignien sowie den Verzicht auf obligatorisch zu besuchende Kurse, was sich zweifellos gegen eine nationalsozialistische Einflussnahme auf die Studentenschaft richtete. Infolgedessen wurde Hazelhoff Roelfzema Anfang April 1941 verhaftet und für etwa eine Woche im Untersuchungsgefängnis von Scheveningen – dem berüchtigten Oranjehotel – festgehalten. Nach seiner Freilassung beschloss Hazelhoff Roelfzema sicherheitshalber für einige Zeit in Amsterdam unterzutauchen, dennoch war es ihm noch möglich, im Juni 1941 seine Promotion an der zwischenzeitlich wieder eröffneten Leidener Universität abzulegen. In der Folge beschloss er jedoch, erneut die Flucht nach England zu versuchen. Über seine Kontakte beim Widerstand konnte er sich schließlich einen Platz auf dem Schweizer Frachter SS St. Cergue beschaffen, welcher im Juli 1941, unter panamaischer Flagge aber im Auftrag der Deutschen, in Richtung New York auslief. Während der Überfahrt wurde das Schiff durch den britischen Kreuzer Devonshire gestoppt und zu einem Halt in Tórshavn auf den Färöer-Inseln gezwungen, da die Briten korrekterweise annahmen, dass das Schiff für die Deutschen fuhr. Von hier aus gelangte Hazelhoff Roelfzema schlussendlich nach London.

### Aktivitäten in England

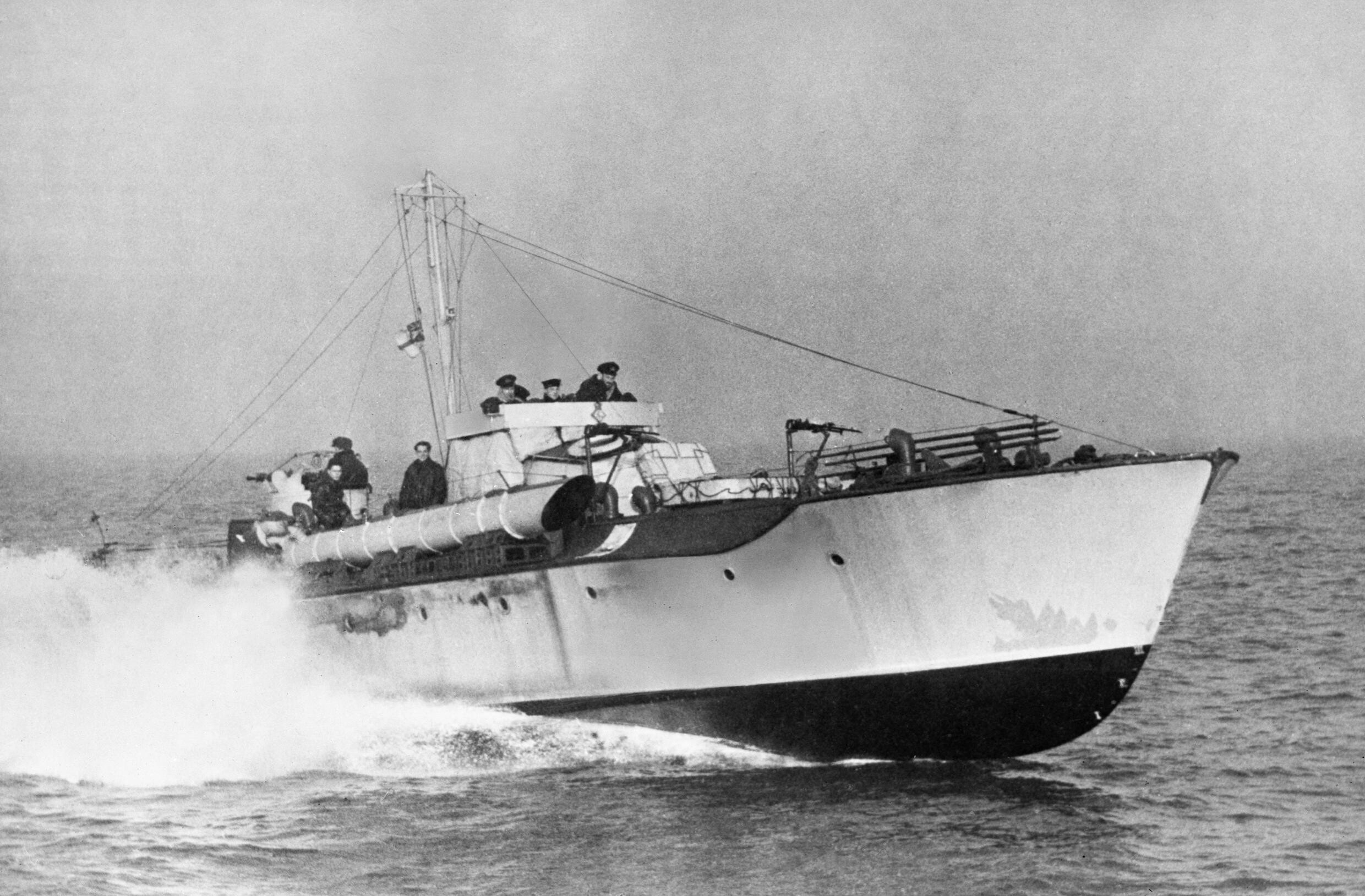
Ein Motortorpedoboot der gleichen Bauart, wie Hazelhoff Roelfzema und seine Kameraden es für ihre Fahrten zur niederländischen Küste benutzten.

In London wurde Hazelhoff Roelfzema ein Mitglied von The Mews, einer aus geflüchteten Niederländern bestehenden Geheimdienstgruppe unter der Leitung von François van ’t Sant, dem Direktor des niederländischen Geheimdienstes Centrale Inlichtingendienst. Der Name der Gruppe bezog sich auf die Londoner Nachbarschaft Royal Mews, in der die meisten ihrer Mitglieder ihre Unterkunft hatten. Als Teil von The Mews führte Hazelhoff Roelfzema gemeinsam mit seinen ehemaligen Studienkollegen Peter Tazelaar und Christoffel Krediet die Operation Contact Holland zur Unterstützung des niederländischen Widerstands durch. Hierbei setzten sie in der Nacht mit Motortorpedobooten über den Ärmelkanal über und lieferten Funkausrüstung an die Widerstandskämpfer. Des Weiteren führten sie Einsätze zur Extraktion von Widerstandsmitgliedern aus den besetzten Niederlanden durch. Eine dieser Missionen hatte das unentdeckte Einschleusen Tazelaars – getarnt als betrunkener Gast einer Party in einem Scheveninger Hotel – und dessen Rückkehr mit zwei geretteten Widerstandskämpfern zwei Monate später zum Ziel. Obwohl die Rückführung durch die Sicherheitspolizei verhindert wurde, kehrte Tazelaar einige Monate später auf anderem Wege zurück nach England. Die Aktion soll Jahre später als Inspiration für die Eröffnungsszene in dem James-Bond-Film Goldfinger gedient haben.

### Pilot der RAF
Im November 1942 meldete sich Hazelhoff Roelfzema zur Pilotenausbildung bei der Royal Air Force, wo er zunächst in Cambridge auf der de Havilland Tiger Moth ausgebildet wurde. Anschließend versetzte man ihn nach Kanada, wo er an einem Trainingskurs zur Erlangung der Qualifikation als Jagdpilot teilnahm. Hierbei flog er eine Noorduyn Harvard IIb und erhielt eine Auszeichnung als bester Pilot seines Kurses. Nach Abschluss seiner Pilotenausbildung kehrte Hazelhoff Roelfzema 1944 nach London zurück, wo er für die Pathfinder Force rekrutiert wurde. Hierbei handelte es sich um eine 1943 neu aufgestellte Formation des RAF Bomber Command, die Zielmarkierungen für Bomberverbände setzen sollte. Seine Stationierung erfolgte bei der No. 139 (Jamaica) Squadron auf der Luftwaffenbasis RAF Upwood, die mit Jagdmaschinen vom Typ de Havilland DH.98 Mosquito ausgerüstet war. Mit der Jamaica Squadron flog Hazelhoff Roelfzema bis zum Ende des Krieges insgesamt 72 Missionen, darunter allein 25 mit dem Ziel Berlin. Einen Großteil davon absolvierte er gemeinsam mit seinem Schulfreund Ben Hein als Navigator, was die beiden zur einzigen komplett niederländischen Flugzeugbesatzung der Pathfinder Force machte. Für seine Verdienste während dieser Missionen erhielt er sowohl das britische als auch das niederländische Fliegerkreuz.

### Adjutant der Königin und Planung eines Staatsstreichs

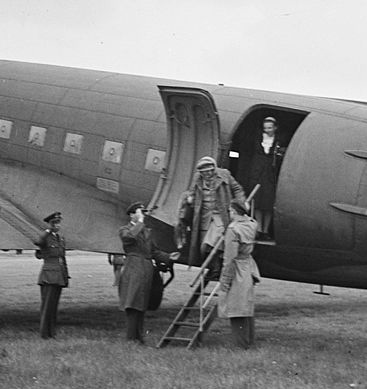
Erik Hazelhoff Roelfzema (zweiter von links) bei der Rückkehr Königin Wilhelminas in die Niederlande

Im April 1945 ernannte die niederländische Königin Wilhelmina Hazelhoff Roelfzema und seinen Freund Peter Tazelaar zu ihren persönlichen Adjutanten. In dieser Position flog Hazelhoff Roelfzema die Monarchin und ihre Familie zurück in die befreiten Niederlande. Obwohl er eine langfristige Anstellung am Hof ablehnte, blieb er lebenslang eng mit der königlichen Familie verbunden. Insbesondere mit Prinz Bernhard war er gut befreundet. Während der Amtseinführung von Königin Beatrix im Jahr 1980 nahm Hazelhoff Roelfzema das Amt eines Wappenkönigs wahr.
Erst 2015 kam völlig überraschend seine Rolle bei einem für den 24. April 1947 geplanten Staatsstreich der niederländischen Rechten ans Tageslicht, was als „eine der sensationellsten Entdeckungen zur niederländischen Politik der Nachkriegszeit“ beschrieben wird. Die Putschpläne sollten eine Übereinkunft über die Unabhängigkeit der damaligen Kolonie Niederländisch-Indien verhindern und sahen unter anderem einen Mordanschlag auf den Vorsitzenden der Arbeiterpartei PvdA, Koos Vorrink, vor. In den Niederlanden sollte das Kriegsrecht ausgerufen werden, während in der Kolonie das niederländische Militär die Macht übernehmen sollte. Neben Hazelhoff Roelfzema gehörte auch Pieter Sjoerds Gerbrandy, während des Krieges Ministerpräsident der niederländischen Exilregierung in London, zu den Verschwörern. Die Pläne wurden offenbar letztendlich aufgegeben, weil die Beteiligten vor Ermittlungen des militärischen Geheimdienstes gewarnt wurden.

### Leben nach dem Krieg und Erfolg als Schriftsteller
Nach dem Ende seiner Tätigkeit für die niederländische Königsfamilie zog Hazelhoff Roelfzema zunächst in die Vereinigten Staaten und erwarb auch die dortige Staatsbürgerschaft. Hier war er für das amerikanische Fernsehen tätig, unter anderem als Schreiber für die erste Today Show und bei der Tonight Show. In den 1950er Jahren arbeitete Hazelhoff Roelfzema in München für den antikommunistischen Sender Radio Free Europe, bei dem er kurioserweise mit Joseph Schreieder, dem ehemaligen Leiter der Gegenspionageabteilung des SD in den Niederlanden, zusammenarbeitete. Schreieder war während des Krieges einer der Hauptakteure im sogenannten „Englandspiel“ und damit maßgeblich an der Jagd auf Hazelhoff Roelfzema und dessen Kameraden beteiligt gewesen. Ende der 1960er Jahre schrieb Hazelhoff Roelfzema – angeblich aus Geldnot – ein autobiografisches Buch über seine Erlebnisse während des Zweiten Weltkriegs. Dieses Werk, das zunächst unter dem Titel Het hol van de ratelslang (zu deutsch: „Das Loch der Klapperschlange“) und später als Soldaat van Oranje erschien, wurde zu einem Bestseller mit mehr als einer Million verkauften Exemplaren. 1977 wurde das Buch durch Regisseur Paul Verhoeven mit dem Schauspieler Rutger Hauer in der Hauptrolle verfilmt. Im Jahr 2010 folgte eine äußerst erfolgreiche Adaption des Werkes in Form eines Musicals, das seitdem in einem extra dafür gebauten 360°-Theater aufgeführt wird. Mit 2,8 Millionen Besuchern handelt es sich um das erfolgreichste Musical in der niederländischen Geschichte, ebenso ist die Produktion seit November 2015 auch die langlebigste in der Landesgeschichte.
1971 setzte sich Hazelhoff Roelfzema auf Hawaii zur Ruhe und bekleidete nebenbei einen Sitz im Aufsichtsrat des Unternehmens Barnwell Industries, einer amerikanischen Gesellschaft zur Ausbeutung von Öl- und Gasvorkommen. Er verstarb schließlich 2007 im Alter von 90 Jahren und hinterließ eine Ehefrau und zwei Kinder. Seine Asche wurde teilweise an seinem letzten Wohnort Hawaii und teilweise auf einem Friedhof im niederländischen Wassenaar bestattet, wo sich sein Grab direkt bei einem Gedenkstein für Opfer des Krieges befindet.

## Werk
- Rendezvous in San Francisco. Sijthoff, Leiden 1939.
- Het smeulende vuur. Sijthoff, Leiden 1941.
- Het hol van de ratelslang. De Geillustreerde Pers, Amsterdam 1970. (1971 in überarbeiteter Version unter dem Titel Soldaat van Oranje erneut erschienen.)
- De verre tamboer – Soldaat van Oranje zwaait af. Stok, Den Haag 1973, ISBN 90-235-8078-8.
- Op jacht naar het leven – Een autobiografie van de Soldaat van Oranje. Spectrum, Utrecht 2000, ISBN 90-274-6862-1.

## Auszeichnungen und Ehrungen

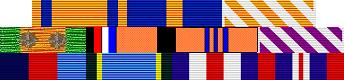
Hazelhoff Roelfzemas Bandschnalle mit seinen militärischen Auszeichnungen

Hazelhoff Roelfzema gilt in den Niederlanden als einer der größten nationalen Kriegshelden aus der Zeit des Zweiten Weltkriegs und wurde dementsprechend militärisch hoch dekoriert. Auf Grund seiner Tätigkeit sowohl für die niederländischen Streitkräfte als auch als Pilot für die RAF erhielt er zahlreiche Auszeichnungen beider Länder, unter anderem wurde er durch Königin Wilhelmina in den Rang eines Ritters IV. Klasse des Militär-Wilhelms-Ordens aufgenommen:

### Niederlande
- Ritter IV. Klasse des Militär-Wilhelms-Ordens (Inaugurationstext: „Unter großer Lebensgefahr geheime Aufträge ausgeführt.“)[19]
- Verdienstkreuz (Inaugurationstext: „Aufgrund der umsichtigen Vorbereitung und Durchführung eines Fluchtplans aus den besetzten Niederlanden, wodurch nach vielen Schwierigkeiten England erreicht werden konnte.“)
- Fliegerkreuz (Inaugurationstext: „Als Teil der Royal Air Force des Vereinigten Königreichs während Kampfflügen gegen den Feind Mut, Ausdauer, Kompetenz und Pflichterfüllung gezeigt.“)
- Oorlogsherinneringskruis mit zwei Spangen
- Verzetsherdenkingskruis

### Vereinigtes Königreich
- Distinguished Flying Cross
- 1939–1945 Star
- Air Crew Europe Star
- France and Germany Star
- War Medal 1939–1945

Neben den militärischen Auszeichnungen verlieh ihm im Jahr 2004 die Netherland-America Foundation den Dutch American Heritage Award für Verdienste um die niederländisch-amerikanische Gemeinschaft. In seinem Heimatland wählten ihn die Zuschauer der Fernsehsendung De Grootste Nederlander des Senders KRO auf Platz 39 der bedeutendsten Niederländer aller Zeiten. Überdies trägt ein Abschnitt des Strandes der Küstenstadt Scheveningen, an dem Hazelhoff Roelfzema und seine Kameraden während des Krieges regelmäßig mit ihren Booten landeten, zu seinen Ehren den Namen Soldaat van Oranjestrand. Nach eigenen Angaben sah sich Hazelhoff Roelfzema selbst nicht als besonders herausragenden Soldaten. In einem Interview mit der Zeitung De Telegraaf im Juli 2006 gab er folgendes Zitat zu Protokoll:

“Achter iedere soldaat met talrijke militaire onderscheidingen staan honderden anonieme helden. Ik had het geluk herkend te worden, en oud.”

„Hinter jedem Soldaten mit zahlreichen militärischen Auszeichnungen stehen hunderte anonyme Helden. Ich hatte das Glück anerkannt und alt zu werden.“